# Olympische Winterspiele 2014/Biathlon – Staffel (Frauen)
Die 4 × 6-km-Staffel der Frauen im Biathlon bei den Olympischen Winterspielen 2014 fand am 21. Februar 2014 um 18:30 Uhr im Laura Biathlon- und Skilanglaufzentrum statt. Gold ging an die ukrainische Staffel, Silber gewann die russische Staffel, die allerdings wegen Dopings nachträglich disqualifiziert wurde. Die Silbermedaille wurde dadurch an die Mannschaft von Norwegen und die Bronzemedaille an das tschechische Team vergeben.

## Wettkampfbeschreibung
Beim Staffelrennen gingen vier Athletinnen einer Nation als Mannschaft ins Rennen. Jede Athletin hatte dabei eine Laufstrecke von 6 km mit je drei gleich langen Runden zu absolvieren. Nach den ersten beiden Runden war jeweils einmal der Schießstand anzulaufen; beim ersten Mal musste liegend, beim zweiten Mal stehend geschossen werden. Anders als in den Einzelwettkämpfen standen den Athletinnen pro Schießeinlage bis zu drei Nachladepatronen zur Verfügung. Für jede Scheibe, die nach Abgabe aller acht Schüsse nicht getroffen wurde, musste eine Strafrunde mit einer Länge von 150 m gelaufen werden. Die Staffelübergabe an die nächste Athletin erfolgte durch eine eindeutige Berührung am Körper innerhalb einer vorgegebenen Wechselzone. Die letzte Athletin lief am Ende ihrer dritten Laufrunde nicht mehr in die Wechselzone, sondern direkt ins Ziel. Sieger war diejenige Nation, deren Staffel als erste das Ziel erreichte.
Totalanstieg: 4 × 177 m, Maximalanstieg: 28 m, Höhenunterschied: 29 m 

17 Staffeln, davon 15 in der Wertung.

## Ergebnisse
| Platz | Land Sportlerinnen                                                                  | Zeit                                                        | Strafrunden + Nachlader                                                      | Differenz (min) |
| ----- | ----------------------------------------------------------------------------------- | ----------------------------------------------------------- | ---------------------------------------------------------------------------- | --------------- |
| 1     | Ukraine Wita Semerenko Julija Dschyma Walentyna Semerenko Olena Pidhruschna         | 1:10:02,5 h 16:56,4 min 17:16,3 min 17:40,9 min 18:08,9 min | 0+5 (0+1, 0+4) 0+1 (0+0, 0+1) 0+0 (0+0, 0+0) 0+3 (0+0, 0+3) 0+1 (0+1, 0+0)   | –               |
| 2     | Norwegen Fanny Welle-Strand Horn Tiril Eckhoff Ann Kristin Flatland Tora Berger     | 1:10:40,1 h 17:40,5 min 16:57,9 min 17:43,6 min 18:18,1 min | 0+5 (0+1, 0+4) 0+3 (0+1, 0+2) 0+1 (0+0, 0+1) 0+0 (0+0, 0+0) 0+1 (0+0, 0+1)   | +0:37,6         |
| 3     | Tschechien Eva Puskarčíková Gabriela Soukalová Jitka Landová Veronika Vítková       | 1:11:25,7 h 17:54,2 min 16:30,6 min 18:42,4 min 18:18,5 min | 0+14 (0+7, 0+7) 0+4 (0+2, 0+2) 0+2 (0+0, 0+2) 0+5 (0+3, 0+2) 0+3 (0+2, 0+1)  | +1:23,2         |
| 4     | Belarus Ljudmila Kalintschyk Nadseja Skardsina Nadseja Pissarawa Darja Domratschawa | 1:11:33,4 h 18:39,0 min 17:38,3 min 18:02,1 min 17:14,0 min | 1+8 (0+4, 1+4) 1+5 (0+2, 1+3) 0+1 (0+0, 0+1) 0+2 (0+2, 0+0) 0+0 (0+0, 0+0)   | +1:30,9         |
| 5     | Italien Dorothea Wierer Nicole Gontier Michela Ponza Karin Oberhofer                | 1:11:43,3 h 16:49,7 min 18:46,0 min 18:06,5 min 18:01,1 min | 1+9 (1+5, 0+4) 0+3 (0+2, 0+1) 1+6 (1+3, 0+3) 0+0 (0+0, 0+0) 0+0 (0+0, 0+0)   | +1:40,8         |
| 6     | Vereinigte Staaten Susan Dunklee Hannah Dreissigacker Sara Studebaker Annelies Cook | 1:12:14,2 h 17:02,6 min 18:08,3 min 17:55,6 min 19:07,7 min | 0+13 (0+7, 0+6) 0+3 (0+2, 0+1) 0+6 (0+3, 0+3) 0+0 (0+0, 0+0) 0+4 (0+2, 0+2)  | +2:11,7         |
| 7     | Kanada Rosanna Crawford Megan Imrie Megan Heinicke Zina Kocher                      | 1:12:21,5 h 17:20,7 min 17:41,7 min 17:38,1 min 19:41,0 min | 2+12 (0+6, 2+6) 0+3 (0+2, 0+1) 0+4 (0+2, 0+2) 0+0 (0+0, 0+0) 2+5 (0+2, 2+3)  | +2:19,0         |
| 8     | Schweiz Selina Gasparin Elisa Gasparin Aita Gasparin Irene Cadurisch                | 1:12:34,3 h 17:17,6 min 17:55,8 min 17:56,1 min 19:24,8 min | 0+9 (0+6, 0+3) 0+4 (0+3, 0+1) 0+1 (0+0, 0+1) 0+3 (0+3, 0+0)                  | +2:31,8         |
| 9     | Polen Krystyna Pałka Magdalena Gwizdoń Weronika Nowakowska Monika Hojnisz           | 1:12:34,4 h 19:39,0 min 17:06,8 min 17:21,7 min 18:26,9 min | 4+8 (4+5, 0+3) 4+4 (4+3, 0+1) 0+1 (0+0, 0+1) 0+2 (0+2, 0+0) 0+1 (0+0, 0+1)   | +2:31,9         |
| 10    | Deutschland Franziska Preuß Andrea Henkel Franziska Hildebrand Laura Dahlmeier      | 1:13:44,2 h 19:46,7 min 17:25,1 min 17:59,4 min 18:33,0 min | 0+6 (0+5, 0+1) 0+4 (0+3, 0+1) 0+1 (0+1, 0+0) 0+0 (0+0, 0+0)                  | +3:41,7         |
| 11    | Kasachstan Galina Wischnewskaja Jelena Chrustaljowa Darja Ussanowa Marina Lebedewa  | 1:15:54,7 h 17:36,6 min 18:35,5 min 18:17,4 min 21:25,2 min | 0+13 (0+5, 0+8) 0+2 (0+0, 0+2) 0+4 (0+2, 0+2) 0+2 (0+0, 0+2) 0+5 (0+3, 0+2)  | +5:52,2         |
| 12    | Japan Fuyuko Suzuki Yuki Nakajima Miki Kobayashi Rina Suzuki                        | – 17:33,2 min 18:47,0 min 19:23,3 min LAP                   | 0+11 (0+6, 0+5) 0+1 (0+0, 0+1) 0+4 (0+2, 0+2) 0+2 (0+1, 0+1) 0+4 (0+3, 0+1)  | –               |
| 13    | Slowakei Jana Gereková Paulína Fialková Terézia Poliaková Martina Chrapánová        | – 17:51,3 min 18:57,7 min 19:48,0 min LAP                   | 5+19 (4+11, 1+8) 1+5 (0+2, 1+3) 1+5 (1+3, 0+2) 3+3 (3+3, 0+0) 0+6 (0+3, 0+3) | –               |
| 14    | China Song Chaoqing Zhang Yan Tang Jialin Song Na                                   | – 18:40,2 min 18:41,1 min 18:40,0 min LAP                   | 0+11 (0+6, 0+5) 0+3 (0+1, 0+2) 0+2 (0+2, 0+0) 0+1 (0+0, 0+1) 0+5 (0+3, 0+2)  | –               |
| 15    | Estland Kadri Lehtla Grete Gaim Darja Jurlova Johanna Talihärm                      | – 18:03,8 min 19:14,8 min 19:58,1 min LAP                   | 1+13 (0+5, 1+8) 0+3 (0+2, 0+1) 0+1 (0+1, 0+1) 1+5 (0+2, 1+3) 0+3 (0+0, 0+3)  | –               |
|       | Frankreich Marie-Laure Brunet Marie Dorin-Habert Anaïs Chevalier Anaïs Bescond      |                                                             |                                                                              | DNF             |
| DSQ   | Russland (2.) Jana Romanowa Olga Saizewa Jekaterina Schumilowa Olga Wiluchina       | 1:10:28,9 h 16:56,3 min 17:43,2 min 17:43,3 min 18:06,1 min | 0+4 (0+1, 0+3) 0+1 (0+0, 0+1) 0+2 (0+1, 0+1) 0+0 (0+0, 0+0) 0+1 (0+0, 0+1)   | +0:26,4         |